# Спирино (Богородский район)
Спирино — село в Богородском районе Нижегородской области, относится к  Каменскому сельсовету.
Посёлок расположен в 36 км от Нижнего Новгорода.
В селе расположена частично разрушенная Церковь Троицы Живоначальной (1822), в которой исповедовался и причащался живший в XIX веке блаженный Аркадий из Оранского монастыря.

## Транспорт
Через село проходит дорога с асфальтовым покрытием, использовавшаяся ранее в качестве основного подъезда к деревне Килелей и посёлку Красный Кирпичник. Общественный транспорт отсутствует.